# Médias au Tchad
Les médias au Tchad sont contrôlés par le gouvernement en désignant la Haute Autorité des médias et de l'audiovisuel (HAMA) comme régulateur  de media au Tchad.

## Radio

### Stations de radio au Tchad
- Radio ADMC, à Abéché, FM 95.006
- Radio Arc-en-Ciel, à N'Djamena (depuis 2005), FM 87.6; catholique
- Radio Brakoss (depuis 2000), à Moïssala, FM 98.105[1]
- Dja FM, à N'Djamena (depuis 1999), catholique[1]
- Radiodiffusion nationale tchadienne – RNT, à N'Djamena (depuis 1955), FM 94.051
- Radio Oxygène, à N'Djamena (depuis 2017), FM 96.3
- Radio Terre Nouvelle, à Bongor (depuis 2000), FM 99.44; catholique
- La Voix du Paysan, à Doba (depuis 1996), FM 96.22; catholique[1]
- RF 1 Afrique
- Radio Duji Lokar (depuis 2001) et Radio Étoile de Matin, à Moundou (depuis 2000), FM 101.83; catholique[1]
- Radio Effata, à Laï (depuis 2005), FM 98.0; catholique
- Radio FM Liberté, à N'Djamena (depuis 2000) FM 105.31[1]
- Radio Lotiko, à Sarh (depuis 2001), FM 97.65;

### Listes des stations television
- Contrôlées par l'État
  - ONAMA (Télé Tchad)
  - ONAMA en provinces

- Stations privées
  - ELECTRON TV
  - AL NASSOUR TV
  - TCHAD 24 TV
  - LALE TC TCHAD
  - AFRIQUE MEDIA
  - Kelou TV
  - Tchad Info TV

### Journaux
- Abba Garde
- Alwihda
- Cloche mensuelle
- Da'kouna, mensuel
- Info-Tchad, hebdomadaire
- La Marche
- Le Messager du Moyen-Chari
- Le Miroir, bimestriel
- N'Djamena al-Djadida
- N'Djamena bi-hebdo, bihebdomadaire
- N'Djamena Hebdo, fondé en 1989 ; hebdomadaire
- Notre Temps, fondé en 2000 ; hebdomadaire
- L'Observateur, créé en 1997 ; hebdomadaire
- Le Progrès, créé en 1993 ; quotidien, subventionné par le gouvernement
- RAFIGUI Presse Jeunes
- Sarh Tribun
- Sud Échos, hebdomadaire
- Tchad et Culture, fondé en 1961 ; mensuel
- Le Temps, fondé en 1995 ; hebdomadaire
- Toumaï web médias[2]
- Hamama Média [3]
- Le Ndjam Post

## Liberté de la presse
En mai 2024, le ministère de la Santé publique et de la Prévention du gouvernement Masra interdit au personnel médical de fournir des informations quant aux blessés par arme consécutifs à la proclamation des résultats de l'élection présidentielle. Cette mesure est dénoncée par le Patronat de la presse tchadienne qui y voit une « menace grave à la liberté de presse ».
En décembre 2024, quelques jours avant des élections législatives et municipales controversées et boycottées par une partie de l'opposition, les médias en ligne se mettent en grève. Ils dénoncent d'abord l'interdiction faite par la HAMA aux médias en ligne de diffuser des contenus au format vidéo. Cette mesure est toutefois suspendue par la Cour suprême (en). Les médias privés (et les organisations comme l'association des éditeurs de la presse privée et le patronat de la presse tchadienne) protestent ensuite contre le non-versement de 300 millions de francs CFA, un versement annuel prévu par la loi. Les médias réclament aussi une aide supplémentaire pour la couverture des élections législatives. De son côté, la HAMA déclare ne pas non plus avoir reçu la subvention annuelle.